# Pleisenspitze
La Pleisenspitze est un sommet des Alpes, à 2 569 m d'altitude, dans le massif des Karwendel, et précisément du chaînon de Hinterautal-Vomper, en Autriche (Tyrol).